# Anconitana (Ruzante)
L'Anconitana è una commedia del drammaturgo padovano Angelo Beolco detto Ruzante. È per molti aspetti considerata un preludio della commedia dell'arte. La sua datazione è incerta, nonché una delle principali problematiche filologiche odierne.